# Bay Psalm Book

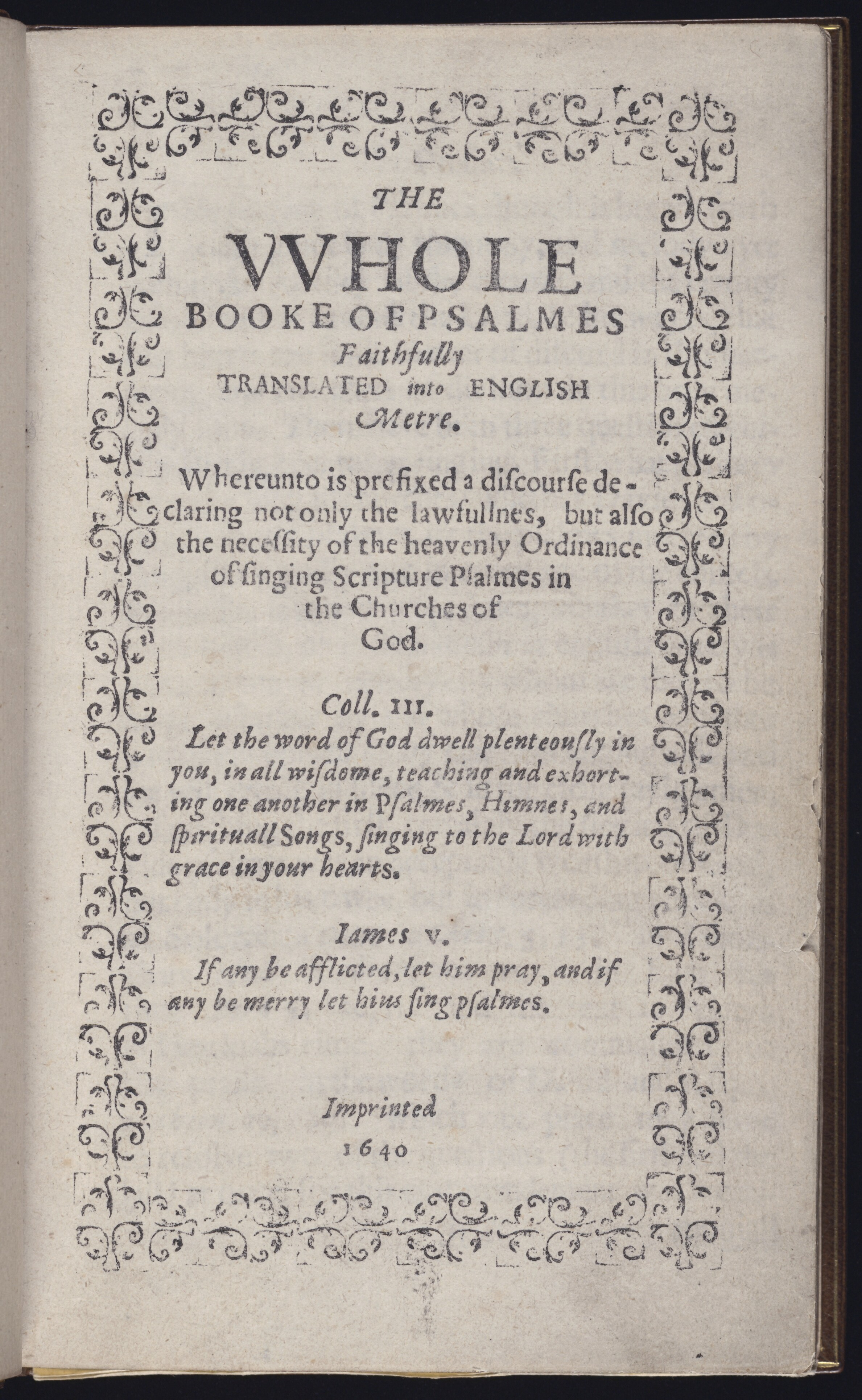
Strona tytułowa psałterza

Bay Psalm Book (pol. Psalmy znad zatoki) – angielski przekład Księgi Psalmów, pierwsza książka wydrukowana w Ameryce Północnej. Pierwszy nakład wyniósł 1700 egzemplarzy, z których do dziś zachowało się 11 sztuk. Psałterz ten ma blisko 300 stronic. 26 listopada 2013 roku na aukcji egzemplarz tego psałterza został sprzedany za kwotę blisko 14,2 miliona dolarów, przez co stał się on najdroższą księgą drukowaną.

## Wydanie
Książka jest psałterzem, wydrukowanym w 1640 w Cambridge, Massachusetts. Psalmy w nim są przetłumaczone ze zwróceniem uwagi na wartość metryczną przekładu na język angielski. Tłumaczenie nie jest szczególnie subtelne ani poetyckie, żaden psalm nie jest szeroko znany w tym brzmieniu, jednakże niektóre melodie, na które były śpiewane psalmy, są używane do dziś (np. Old 100th). Psałterz został wydrukowany zaledwie dwadzieścia lat po przybyciu pierwszych protestanckich osadników na pokładzie żaglowca Mayflower do Plymouth, Massachusetts, co stanowi znaczące osiągnięcie. Druk był kilkakrotnie wznawiany, psalmy z Bay Psalm Book były śpiewane ponad wiek.
Pierwsi mieszkańcy Massachusetts Bay Colony wzięli ze sobą po kilka egzemplarzy trzech psałterzy: Ainsworth Psalter (1612), opracowanego przez Henry'ego Ainswortha, a pierwotnie przeznaczonego dla „separatystycznych” purytan w Holandii, Ravenscroft Psalter (1621) oraz Sternhold and Hopkins Psalter (1562, którego druk był wznawiany kilkakrotnie). Najwyraźniej jednak nie byli zadowoleni z jakości tłumaczeń z hebrajskiego w tych psałterzach i życzyli sobie psałterza bliższego oryginałowi. 30 pobożnych ludzi, wykształconych na duchownych, podjęło się zadania nowego tłumaczenia. Melodie, w których miały być śpiewane psalmy, były podobne do tych, z których korzystano do tej pory w innych psałterzach.
By wydać tę księgę, zebrano fundusze w Anglii, po czym wszystkie niezbędne materiały, w tym prasę drukarską i papier, wysłano za Atlantyk do ówczesnej brytyjskiej prowincji Massachusetts Bay.
11 psałterzy Bay Psalm Book wydrukowanych w 1640 zachowało się do dziś, przechowywane są zarówno w największych bibliotekach, jak też w zbiorach prywatnych. W 1698 Bay Psalm Book po raz pierwszy uzupełniono o nuty – było to 9 wydanie książki. Na początku XIX wieku Isaiah Thomas, działacz i wydawca prasy, krytycznie wypowiadał się o poligraficznej jakości psałterza, gdyż „obfituje w błędy typograficzne” i „nie przedstawia swoim wykonaniem dobrej jakości dzieła. Zecer musiał być zupełnie nieobeznany z ortografią.” Występują w nim typowe literówki, a także odwrócona czcionka, usterki w paginacji i wiele innych błędów.

## Rekordowa aukcja
26 listopada 2013 roku dom aukcyjny Sotheby’s wystawił na aukcję egzemplarz, który został sprzedany za sumę 14 milionów 165 tysięcy dolarów. W ten sposób cena psałterza przewyższyła kwotę poprzedniej rekordowo sprzedanej książki drukowanej „Birds of America” Jamesa Audubona, która zawiera naukowe opisy oraz ilustracje ptaków występujących na terenie Stanów Zjednoczonych. Czterotomowy komplet książki Audubona w 2010 roku na aukcji w Londynie sprzedano za 11,5 mln dolarów. Wyższą cenę na aukcjach osiągają jedynie rękopisy.
Psałterz należał do kościoła Old South Church z Bostonu, który wystawił jeden z dwóch posiadanych egzemplarzy psałterza, równocześnie zastrzegając, że nie przewiduje sprzedaży drugiego egzemplarza. Wystawiony na aukcję egzemplarz został zakupiony przez filantropa Davida Rubinsteina, który planuje wystawiać go w bibliotekach na terenie Stanów Zjednoczonych.